# Hubert de Givenchy

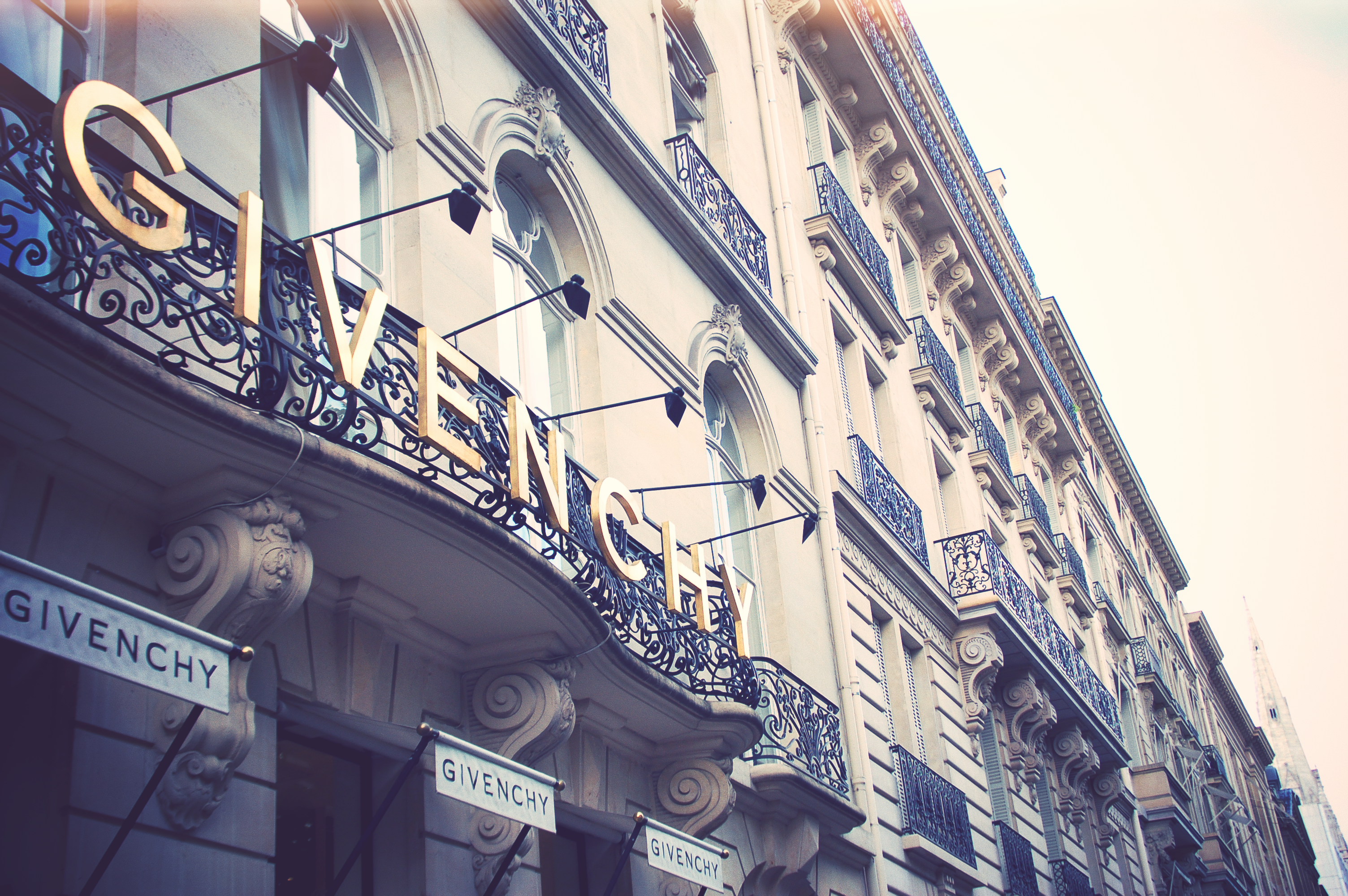
Dom mody Givenchy

Hubert de Givenchy, właśc. Count Hubert James Marcel Taffin de Givenchy (ur. 20 lutego 1927 w Beauvais, zm. 10 marca 2018 w Paryżu) – francuski projektant mody, kostiumograf filmowy i kolekcjoner sztuki. Ubierał największe osobowości kultury masowej drugiej połowy XX wieku, kobiety z obrazów i polaroidów Andy’ego Warhola, żonę amerykańskiego prezydenta Jacqueline Kennedy Onassis, zdobywczynię Oscara i księżna Monako Grace Kelly, aktorkę Elizabeth Taylor, legendarną redaktorkę „Vogue’a” Dianę Vreeland i Audrey Hepburn, której kostiumy weszły do kanonu mody i współtworzą historię kina XX wieku. Givenchy zaprojektował suknię balową dla głównej bohaterki komedii romantycznej Billy’ego Wildera Sabrina (1954), czarne suknie i krótkie sukienki dla Holly Golightly, bohaterki Śniadanie u Tiffany’ego (1961) Blake’a Edwardsa, czy kostiumy Jo Stockton w scenie sesji mody dla ekskluzywnego magazynu do komedii muzycznej Stanleya Donena Zabawna buzia (Funny Face, 1957).

## Życiorys
Urodził się i dorastał w Beauvais, niedaleko Paryża, w protestanckiej arystokratycznej francuskiej rodzinie jako syn Béatrice „Sissi” Badin (1888–1976) i Luciena Taffina de Givenchy (1888–1930). Jego matka chciała, by został prawnikiem. Jego babcia i dziadek ze strony matki, Marguerite Dieterle Badin (1853–1940) i Jules Badin (1843–1919), zarządzali zakładami tkaniny artystycznej tapiserii Beauvais and Gobelin i kolekcjonowali materiały najwyższej jakości. Givenchy rozpoczął naukę w wieku 17 lat. Pracował u paryskiego projektanta Jacques’a Fatha. Jednocześnie studiował rysunek na École nationale supérieure des beaux-arts. Po dwóch latach przeniósł się do domu mody Piguet, a w 1946 zastąpił Chrstiana Diora w zespole projektowym Luciena Lelonga. W latach 1949–52 pracował dla najsłynniejszej surrealistki mody, Elsy Schiaparelli.
Pierwsza siedziba autorskiego domu mody Huberta de Givenchy otwarta została przy Rue Alfred de Vigny. A pierwsza kolekcja z metką Givenchy pojawiła się na paryskim wybiegu w lutym 1952 i druga amerykańska - wiosną. Pokaz okazał się wielkim sukcesem, przyniósł mu sławę i zamówienia na 7 mln franków. W Nowym Jorku zaprezentowano osiem wzorów sukien Givenchy, z czego sześć specjalnie stworzonych dla USA. Przedstawiono je w Waldorf=Astoria. Cena jednej z sukien z pierwszej amerykańskiej kolekcji wynosiła ok. 3 tys. dolarów, wartość projektów zawyżały hafty wykonane we francuskich pracowniach Maison Lesage i Rébé. W słynnym domu mody pracowała znana modelka Bettina, której imieniem nazwał bluzkę z białej organdyny, ozdobioną czarnym haftem i falbanami.
W połowie lat 50. wspólnie z Cristóbalem Balenciagą podbił i zrewolucjonizował rynek mody, tworząc m.in. konwaliowy zapach „De”. Givenchy i Balenciaga do sprzedaży wprowadzili sylwetki „Sack”, które były luźne bez określonej talii.
Givenchy zasłynął jako stały współpracownik hollywoodzkiej gwiazdy Audrey Hepburn, która nosiła jego kreacje zarówno w życiu zawodowym, jak i prywatnym. Zaprojektował jej legendarną czarną suknię z filmu Śniadanie u Tiffany’ego (1961) Blake’a Edwardsa. Otrzymał nominację do Oscara za najlepsze kostiumy do filmu Zabawna buzia (1957) Stanleya Donena z Hepburn w roli głównej. W 2006 sukienka z filmu została sprzedana na aukcji w londyńskim Christie’s za sumę 923 187 dolarów.
W 1957 powstały pierwsze perfumy dla kobiet. Twarzą zapachu L’Interdit została Audrey Hepburn. Męskie perfumy Eau de Vetyver i Monsieur de Givenchy zadebiutowały w 1959.
Do grona jego stałych klientek należała również amerykańska prezydentowa Jacqueline Kennedy Onassis, a jeden z jego strojów założyła na pogrzeb Johna F. Kennedy’ego w 1963.
Pod koniec lat sześćdziesiątych Givenchy zaprezentował wyjątkowy kostium kąpielowy – było to bikini z pofałdowaną, okrągłą falbaną. Givenchy zaproponował koszule z falbaniastymi rękawami, a także koszulową sukienkę oraz płaszcz zaokrąglonymi ramionami. W 1988 powstały zapach L’Interdit dedykowany był Audrey Hepburn. 
W 1988 Givenchy sprzedał firmę konsorcjum LVMH, a w 1995 wycofał się z prowadzenia swojego domu mody, zastąpił go Alexander McQueen, którego kolekcja zadebiutowała w 1997. Givenchy pracował potem jako znawca antyków, konsultant do spraw dawnej sztuki.
Zmarł 10 marca 2018 w swoim zamku pod Paryżem w wieku 91 lat.